# Europanetz
Als Europanetz werden in der Landesvermessung und der Satellitengeodäsie einige internationale Vermessungsnetze bezeichnet, die seit 1947 entstanden sind und entweder Westeuropa oder den gesamten Kontinent überdecken. Ihre Berechnung erfolgte großteils durch Zusammenschluss nationaler Netze erster Ordnung. Die durchschnittliche Entfernung der Vermessungspunkte beträgt etwa 50 km.
Die ersten dieser Netze beruhen ausschließlich auf terrestrischen Messungen, vor allem auf hochpräziser Winkelmessung (Triangulation) und einzelnen Strecken- bzw. Basismessungen. Ab etwa 1965 wurden zunehmend auch astrogeodätische Beobachtungen und Methoden der Satellitengeodäsie integriert. Seit den 1980er-Jahren beziehen sie sich nicht mehr auf einen zentral gelegenen Fundamentalpunkt, sondern auf ein internationales Bezugsystem, das European Terrestrial Reference System.

## Zentraleuropäisches Netz und Europanetz 1950
Das erste länderübergreifende Operat war das Zentraleuropäische Netz (ZEN) von 1947 – ein großes rahmenartiges Netz über Mitteleuropa und große Teile Osteuropas. Es überdeckte ein Rechteck von etwa 1000 × 1500 km und beruhte auf Vorarbeiten der Deutschen Heeresvermessung, die ab etwa 1940 ein einheitliches Koordinatensystem für die eroberten Gebiete anstrebte. Auf Initiative der USA wurde das begonnene Einheitsnetz 1945–47 vom Bamberger „Institut für Erdmessung“ (Vorläufer des Institut für Angewandte Geodäsie) unter Erwin Gigas fertiggestellt, aber nach nordamerikanischem Vorbild nicht flächendeckend, sondern als Rahmen- bzw. Knotennetz. Seine etwa 200 bis 300 km weiten Maschen bestanden aus doppelten Dreiecksketten.
Aus dem ZEN, dem weltweit ersten Triangulationsnetz über mehr als zwei Staaten, entwickelten sich weitere Initiativen, u. a. die erste europaweite Geoidbestimmung (um 1948/50) von Helmut Wolf. Sie war zwar nur einige Meter genau (während z. B. Österreich und die Schweiz bald darauf 60 bis 90 cm erreichten), hatte aber eine Reihe von Entwicklungs- und Forschungsprojekten zur Folge.
Das Europäische Datum 1950 (European Datum 1950) war eine ausgesprochene Erfolgsgeschichte. Es stellt(e) ein länderübergreifendes geodätisches Datum dar, basierend auf dem in den USA 1924 abgeleiteten Hayford-Ellipsoid und auf den für ganz Westeuropa vereinheitlichten Messdaten des Réseau Européen des Triangulations (RETrig). Zwar hatte dieses erste mathematisch streng ausgeglichene Europanetz noch mit ungleichen Genauigkeiten und dem weitgehenden Fehlen der Lotabweichungreduktion zu kämpfen, war aber dennoch gegenüber dem ZEN ein großer Schritt. Einer Erweiterung nach Osten kam allerdings der Kalte Krieg in die Quere. Ein gewisser Nachteil war auch die Wahl des Hayford- als Referenzellipsoid, das sich dem Geoid in Europa schlechter anpasst als das (ältere) Bessel-Ellipsoid.

## Verfeinerungen ab etwa 1960
An weiteren Verfeinerungen wurde bereits in den späten 1950ern gearbeitet. In erster Linie waren dies
1. genauere Entfernungsmessungen, da man ab etwa 1965 mit den elektronischen EDM-Verfahren die langwierigen Basismessungen ersetzen konnte (siehe auch Geodimeter und Tellurometer)
2. die Messung hunderter Lotabweichungen auf trigonometrischen Punkten im Grundlagen-Netz erster Ordnung, um die Netzverzerrungen infolge der Geoidundulationen beseitigen zu können
3. bessere Berechnungsmethoden, v. a. für die Netzausgleichung und die Lösung der riesigen Gleichungssysteme für die über 10.000 TPs.

Im Jahr 1977 entstand als Zwischenlösung das ED77, doch hatten trotz internationaler Vereinbarungen noch nicht alle Staaten die erforderlichen Daten (1, 2) bereitgestellt. Die endgültige Lösung des
ED79 (Europäisches Datum 1979) wurde um 1980 publiziert und stellt das erste terrestrische Vermessungsnetz über Europa dar, das streng nach der Theorie astronomisch-geodätischer Netzausgleichung berechnet wurde (siehe Karl Lederstegers „naturtreues Netz“).

## Satellitengeodäsie
Während der Bestrebungen, das ED 50 zum ED 79 weiterzuentwickeln, kam es durch die rasante Entwicklung der Satellitengeodäsie schrittweise zur Etablierung eines  weltraum-gestützten Netzes. Als erstes entstand Anfang der 1970er-Jahre das WEST (West European Satellite Triangulation), mit dem das 1959 in Finnland erfundene Verfahren der Stellartriangulation über mehrere tausend Kilometer ausgedehnt wurde. Nach enttäuschenden Genauigkeiten (einige Zehnermeter), die hauptsächlich auf die sehr ungleiche Verteilung der Satellitenkameras zurückzuführen war, wurde eine lange terrestrische Basislinie quer über den Kontinent von Malvern (Südengland) bis Graz (Österreich) gemeinschaftlich gemessen und ausgewertet.
Etwa gleichzeitig wurde – vom US-schweizerischen Geodäten Hellmut Schmid in die Wege geleitet – das Weltnetz der Satellitentriangulation gemessen. Es bestand aus 45 weltweit verteilten Bodenstationen (ohne Russland und den Ostblock) mit tausenden Fotoplatten, die jeweils gleichzeitig auf zwei bis vier Stationen vom Ballonsatelliten PAGEOS aufgenommen wurden. Im Jahr 1974 publizierte die Gruppe um H. H. Schmis das Ergebnis, das die erstaunliche Genauigkeit von durchschnittlich 4 bis 5 Metern aufwies – im Verhältnis zum Erdradius also eine Genauigkeit von 1:1,5 Millionen.
Dieses „Weltnetz“ hatte zunächst allerdings nur zwei Stationen in Europa, nämlich Catania (Sizilien) und Tromsø (nördliches Norwegen). Man entschloss sich daher noch während der ersten Messkampagnen, in Süddeutschland einen dritten Netzpunkt als Nr. 46 einzubinden, den TP Hohenpeißenberg. Über ihn verlief die o. e. Satellitenbasis Malvern–Graz, sodass alle bis dahin angefallenen Messungen der Satellitengeodäsie in das Weltnetz eingebunden werden konnten.
Die Genauigkeit dieses „Europanetzes neu“ erreichte etwa zwei Meter und wurde in den 1970er- und 1980er-Jahren weiter verdichtet und um neue Messverfahren wie SLR-Laser und Dopplermessungen ergänzt. Insgesamt war durch den Fortschritt der Mess- und Rechentechnik Technik pro Jahrzehnt eine Genauigkeitssteigerung von 1:10 festzustellen, sodass um 1990 der Bereich einiger Zentimeter erreicht war. Um diese Zeit kam noch die Radiointerferometrie bzw. ihre Langstrecken-Anwendung VLBI hinzu, die durch Messung der Signale von Quasaren ebenfalls cm-Genauigkeiten (und heute mm) erreicht.

## Heutiger Status
Als ab etwa 1990 das Global Positioning System praktisch anwendbar wurde, verloren terrestrische Messungen im Netz erster Ordnung an Bedeutung und wurden zunehmend durch Differenz-GPS (DGPS) ersetzt. Das nun durch cm-genaue Satellitenmessungen im Abstand von etwa 50 km gestützte Europanetz erhielt die Bezeichnung EUREF (European Reference Frame).
Sein übergeordneter Koordinatenrahmen ist das ETRS89 (Europäisches Terrestrisches Referenzsystem 1989). Dieses dreidimensionale geodätische Bezugssystem beruht auf kombinierten Messungen von einigen Dutzend Satellitenstationen auf dem stabilen Teil der europäischen Kontinentalplatte und ist dort identisch mit den Punkten des internationalen IERS Terrestrial Reference System.